# Leonardo DiCaprio
Leonardo Wilhelm DiCaprio (født 11. november 1974) er en amerikansk skuespiller og filmproducer. Han har vundet en Oscar for bedste skuespiller i filmen The Revenant(2015), og har været nomineret til en Golden Globe Award ni gange. Leonardo har derudover vundet en Golden Globe for bedste skuespiller for sin præstation i The Aviator (2004) og for bedste skuespil i The Wolf of Wall Street (2013). Han har også været nomineret af Screen Actors Guild, Satellite Award og British Academy of Film and Television Arts.
Født og opvokset i Los Angeles, Californien, startede DiCaprio sin karriere ved at optræde i tv-reklamer og tilbagevendende roller i tv-serier såsom sæbeoperaen Santa Barbara og komedieserien Growing Pains i begyndelsen af 1990'erne. Han fik sin filmdebut i den komiske science fiction-horror Critters 3 (1991) og modtog sin første bemærkelsesværdige kritiske anerkendelse for sin præstation i This Boy's Life (1993). DiCaprio opnåede en bredere berømmelse og anerkendelse for sine efterfølgende biroller i What's Eating Gilbert Grape (1993) og Marvin's Room (1996), samt hans førende roller i The Basketball Diaries (1995) og Romeo + Julie (1996), før han opnåede international berømmelse i James Camerons kultfilm Titanic (1997).
Siden 2000'erne har DiCaprio været nomineret til priser for sit arbejde i film som Catch Me If You Can (2002), Gangs of New York (2002), The Aviator (2004), Blood Diamond (2006), The Departed (2006), Revolutionary Road (2008), Django Unchained (2012) og The Great Gatsby (2013). Filmene Shutter Island (2010) og Inception (2010) er blandt de største kommercielle succeser i hans karriere. DiCaprio ejer et produktionsselskab ved navn Appian Way Productions, hvis produktioner omfatter filmene Gardener of Eden (2007) og Orphan (2009).
DiCaprio vælger sine projekter nøje og ses nu sjældent i film. Man kan for første gang se ham på lærredet efter en fire års filmpause, med filmen Once Upon a time in Hollywood (2019), der er hans andet projekt med Quentin Tarantino.
DiCaprio er ligeledes en engageret miljøforkæmper, hvilket har medført ros fra miljøorganisationer for hans aktivisme. I november 2010 donerede han en million dollars til Wildlife Conservation Society ved Ruslands tiger-topmøde, hvilket fik premierminister Vladimir Putin til at beskrive DiCaprio som en "muzhik" (en "rigtig mand").

## Biografi

### Opvækst
DiCaprio blev født i Los Angeles, Californien, USA, som det eneste barn af Irmelin (pigenavn Indenbirken) en tidligere sekretær og George DiCaprio, en underground tegneserieskaber og producent/distributør af tegneseriehæfter . Hans mor flyttede fra Oer-Erkenschwick, Tyskland, til USA i 1950'erne , mens hans far er 4. generation amerikaner med italienske og tyske aner . Hans mormor, Yelena Smirnova, var immigrant fra Ukraine .
DiCaprios forældre mødtes mens de gik på samme college og flyttede efterfølgende til Los Angeles . Leonardo er opkaldt efter den berømte maler Leonardo da Vinci, da hans gravide mor stod foran et maleri af da Vinci i et museum i Italien, da DiCaprio første gang sparkede . Hans forældre blev skilt, da han var 12 måneder og han boede for det meste hos sin mor, selvom hans far var meget omkring ham. DiCaprio gik på Seeds Elementary School. Han var interesseret i baseballkort, tegneseriehæfter og besøgte ofte museer med sin far. DiCaprio og hans mor boede flere steder, såsom Echo Park, Los Angeles.
I sine ti første leveår boede han på Hillhurst Avenue 1874, Los Feliz i Los Angeles (hvilket senere blev lavet om til et lokalt offentligt bibliotek) og hans mor havde flere forskellige jobs for at kunne forsørge dem . Han dimitterede fra John Marshall High School, hvilket lå få gader væk og gik derefter på Los Angeles Center for Enriched Studies i fire år.

### Tidlig karriere
DiCaprios karriere begyndte med at han optrådte i flere reklamer og uddannelsesmæssige film. Han fik sit gennembrud på tv i 1990, da han var på rollelisten i den kortlivede serie, baseret på en bog, Parenthood. På settet mødte han en anden kæmpende barneskuespiller, Tobey Maguire. De to blev hurtigt venner og lavede en pagt om at hjælpe hinanden med at få roller i tv og i film. Efter Parenthood fik DiCaprio småroller i flere shows, inklusiv The New Lassie og Roseanne, samt et kort visit i sæbeoperaen Santa Barbara som den unge Mason Capwell.
Hans debutfilm var i Critters 3, en B-horrorfilm, der udkom direkte på video. Snart efter, i 1991, blev han en tilbagevendende karakter i ABC's successitcom Growing Pains som Luke Brower, en hjemløs dreng, der kommer under Seavers' vinge.
Hans gennembrud var i 1992, da han konkurrerede med hundredvis af drenge om rollen Toby Wolff i This Boy's Life, hvor han spillede sammen med Robert De Niro og Ellen Barkin. Hans optræden som den problemfyldte og misbrugte teenager vakte stor opmærksomhed, og Hollywood opdagede snart DiCaprio. Senere i 1993 medvirkede han som den udviklingshæmmede bror til Johnny Depps karakter i Hvad så, Gilbert Grape. Hans optræden gav ham både Academy Award- og Golden Globe-nomineringer i kategorien bedste birolle.
1995 var et oplevelsesrigt år for DiCaprio. Det år medvirkede han i fire film; den første var The Quick and the Dead, hvor han spillede Gene Hackmans påståede søn, Fee, sammen med Sharon Stone og Russell Crowe.
Efter The Quick and The Dead, var han med i Total Eclipse, en fiktionspræget film om det homoseksuelle forhold mellem Paul Verlaine (David Thewlis) og Arthur Rimbaud. River Phoenix (Joaquin Phoenix' bror) skulle oprindeligt have spillet rollen, men gik bort inden optagelserne fik i gang.
Sort-hvidfilmen Don's Plum, en lavbudgetfilm med DiCaprio og hans venner (inklusiv Tobey Maguire), blev filmet mellem 1995 og 1996. Dens udgivelse blev forhindret af DiCaprio og Maguire, som argumenterede med, at de aldrig havde forestillet sig, at filmen skulle udgives. Filmen fik premiere i Berlin i 2001.
Også i 1995 medvirkede han som Jim Caroll i The Basketball Diaries, en livshistorie om stoffer og prostitution. Baz Luhrmanns film fra 1996 Romeo + Julie, igen med DiCaprio i den mandlige hovedrolle, var en af de første film, der grundlagde DiCaprios fremtidige stjernestatus, med verdensomspændende indtægter på 147 millioner USD. Senere samme år, medvirkede han i Marvin's Room, hvor han blev genforenet med Robert De Niro og sammen med Meryl Streep og Diane Keaton.

## Priserog nomineringer
Ifølge onlineportalen Box Office Mojo og filmanmelderisden Rotten Tomatoes er DiCaprios mest kritisk og kommercielt succesfulde film What's Eating Gilbert Grape (1993), Romeo + Juliet (1996), Titanic (1997), Catch Me If You Can (2002), Gangs of New York (2002), The Aviator (2004), The Departed (2006), Blood Diamond (2006), Shutter Island (2010), Inception (2010), Django Unchained (2012), The Great Gatsby (2013), The Wolf of Wall Street (2013), The Revenant (2015) og Once Upon a Time in Hollywood (2019). Hans film har indspillet for over $7,2 mia. på verdensplan.
Han har været nomineret til og vundet en lang række forskellige priser, heriblandt Oscar for bedste mandlige hovedrolle fire gange, hvoraf han har vundet én.

### TV
- Growing Pains (1985) Luke Brower (1991-1992)